# 朱載坮
淮恭王朱載坮（1536年—1577年），明朝宗室藩王，淮憲王朱厚燽嫡长子，1566年繼任淮王，1577年逝世，諡號恭王。庶一子朱翊鏡封榮昌王，未及繼任淮王就在萬曆八年（1580年）過世，由弟朱載堅繼任淮王。

## 家庭

### 妻妾
- 王妃虞氏，無出
- 妾吳氏，生朱翊鏡，雙林郡主

### 子嗣
庶長子：朱翊鏡
庶長女：雙林郡主

## 墓葬
朱載坮的陵墓位于今江西省鄱阳县的韩山，1970年，其墓葬出土:666。

[誌蓋]
大明淮恭王壙志

[誌文]

王讳载坮，生于嘉靖丙申年三月十口日，以嘉靖四十五年六月二十五日，封为淮王，万历五年六月初八日，以疾薨，享年四十有二。妃虞氏，无出。第一妾吴氏，庶生一子，名翊镜，封荣昌王。庶生一女，封双林郡主。上闻讣，辍视朝三日，遣官谕祭，谥曰恭。命有司治丧葬如制。仁圣懿安皇太后、慈圣宣文皇太后，并赐遣祭。在京文武衙门，皆致祭焉。以万历九年二月初七日，葬于祖陇安山仙姑岭之原，乾山巽向。呜呼！王以宗室至亲，享有大国，为胡廷藩辅，贵富兼隆。宜永寿年，溘焉长逝，夫复何憾。爰述其概，纳诸幽圹，用垂不朽云。大明万历九年岁次辛巳仲春吉旦立。